# Gmina Põdrala
Gmina Põdrala (est. Põdrala vald) – gmina wiejska w Estonii, w prowincji Valga.
W skład gminy wchodzi:
- 14 wsi: Riidaja, Leebiku, Pikasilla, Reti, Lõve, Pori, Kungi, Rulli, Voorbahi, Uralaane, Vanamõisa, Liva, Kaubi, Karu.